# أنا الماضي (فلم)
أنا الماضي، فيلم مصري، إنتاج عام 1950م، قصة وإخراج عزالدين ذوالفقار.

## قصة الفيلم
رجل طيب القلب يقع في شرك يدبره له زوجان إذ يتسببان في إدخاله السجن حيث يقضي خمسة وعشرين عاما من عمره وعندما يخرج يكون أمله الوحيد هو الانتقام ممن أدخلوه السجن ظلما.

## تمثيل
- زكي رستم (حــامـد)
- عماد حمدي (شـريف)
- فاتن حمامة (سـاميـة)
- فريد شوقي (فـريـد)
- زكى إبراهيم
- حسين عيسى
- فرج النحاس
- السيد بدير
- وداد حمدي
- نجمة إبراهيم
- كيتي

## وصلات خارجية
- أنا الماضي على موقع IMDb (الإنجليزية)
- أنا الماضي على موقع قاعدة بيانات الفيلم (الإنجليزية)
- أنا الماضي على موقع ليتربوكسد (الإنجليزية)